# مصفورة
المصفورة (الاسم العلمي: Xanthorrhoea) هي جنس من النباتات يتبع فصيلة المصفورية من رتبة الهليونيات. وصف هذا الجنس جيمس سميث (Sm.) في عام 1798. يضم هذا الجنس 28 نوعاً مؤكداً من النبات. موطنها أستراليا.

## الوصف

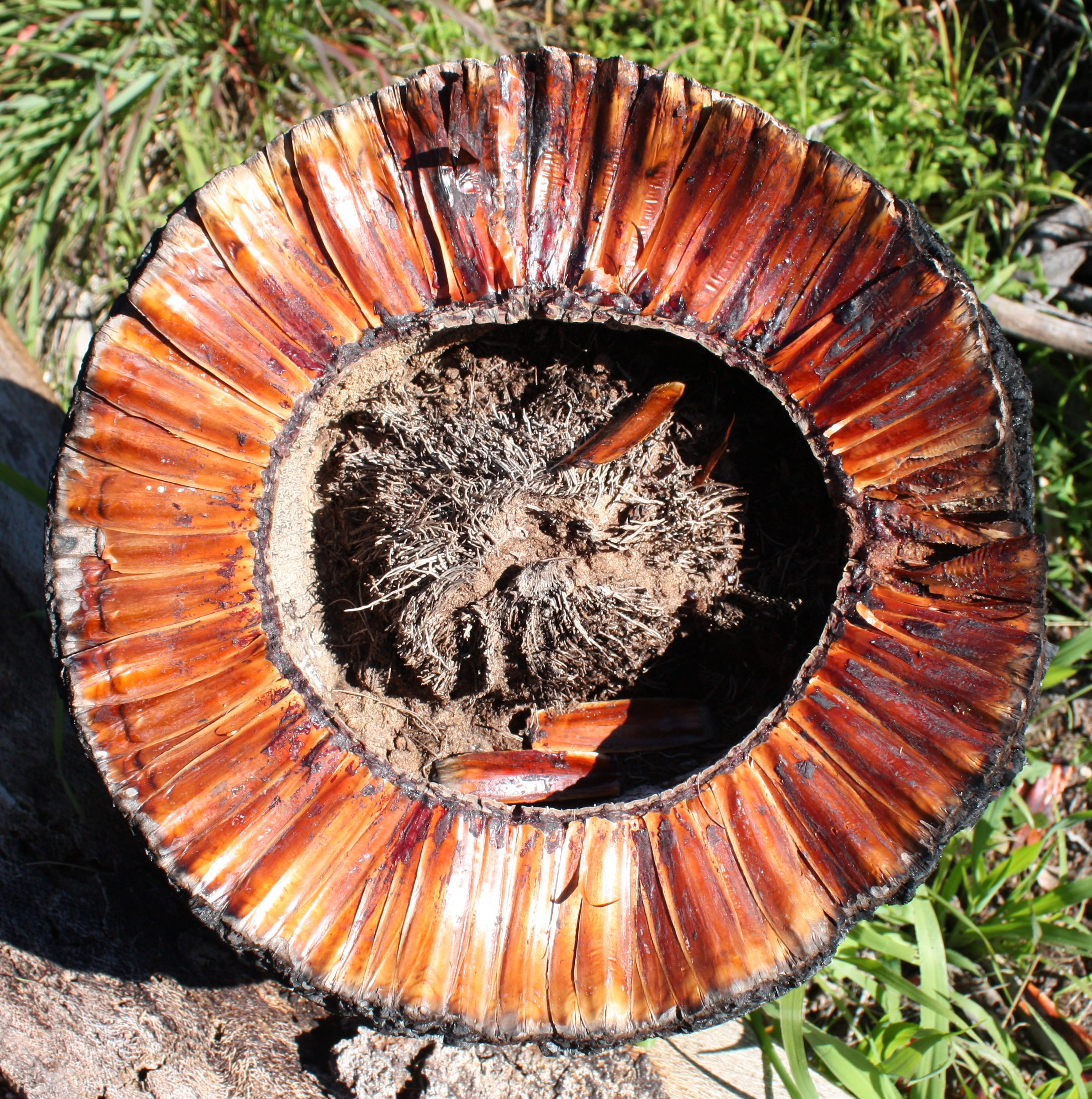
"جذع" المصفورة (Xanthorrhoea) عبارة عن حلقة مجوفة من قواعد الأوراق المتراكمة. تنتقل المغذيات عن طريق الجذور الجوية التي تصيب المركز.

جميعها نباتات معمرة ولها نسيج إنشائي ثانوي سميك عند الساق. العديد من الأنواع، وليس جميعها، ينمي ساقًا فوق التربة. هذا السطح الخشن الذي بني من قواعد أوراق متراكمة حول الجذع الثانوي السميك. أحيانًا لا يكون للجذع أفرع، بعض الأنواع ينبت لها أفرع في حال تضرر منطقة النمو والفروع الأخرى التي تنمو بشكل طبيعي. تنمو الزهور على سنبلة طويلة فوق جزء عارٍ يسمي الطرف، ويمكن أن يصل الارتفاع الكلي إلى أربعة أمتار في بعض الأنواع. تتكون الزهور في فترة التزهر المتميزة، والتي تختلف بحسب كل نوع. ويمكن تحفيز التزهر عن طريق حرائق الغابات، وفي هذه الحالة يحدث في فترة التزهر المقبلة بعد الحريق.

## معدلات النمو
إن معدل نمو نبات المصفورة بطيء جدًا. ومع ذلك، غالبًا ما يكون ذلك معممًا مما يعني أن جميع أنواعه تنمو بمعدل بوصة واحدة (½2 سم) كل عام. في الواقع، بعد بدء مرحلة الإنشاء، يختلف معدل النمو بصورة واسعة من نوع إلى آخر. وبالتالي، إذا كان عمر عضو فصيلة المصفورية الأسرع نموًا بطول 5 أمتار هو 200 عام، فقد يكون عمر عضو فصيلة أبطأ نموًا وبالطول ذاته هو 600 عام

## الزراعة
يمكن زراعة المصفورة كبذور سهلة الجمع والإنبات. بالرغم من نموها البطيء، قد تظهر النباتات الجذابة بجذوع قصيرة (10 سم) وتيجان الأوراق التي تصل إلى 1.5 متر (إلى أعلى الأوراق) في غضون عشر سنوات. نموها البطيء يعني أنها قد تستغرق 30 عامًا لتصبح نموذجًا ذا جذع كبير. معظم أنواع المصفورة التي يتم بيعها في مشاتل هي نباتات مأخوذة من الغابات. تفرض المشاتل أسعارًا عالية لهذه النباتات. ومع ذلك، هناك معدل بقاء ضعيف جدًا للنباتات التي يتم شراؤها من المشاتل، والتي قد تستغرق من 3 إلى 4 سنوات لتموت. كانت نماذج الشتل الأكثر نجاحًا تحدث عندما يتم أخذ كمية كبيرة من التربة (أكبر من 1 متر مكعب) مع النبتة.

## الأسماء الشائعة
الاسم الأكثر شيوعًا للمصفورة (بالإنجليزية: blackboy)‏ هو البلاكبوي أو الولد الأسمر. ويشير هذا الاسم إلى التشابه المزعوم في مظهر الأنواع ذات الجذوع لولد من السكان الأصليين للقارة الأسترالية ممسكًا برمح في وضع مستقيم. يعتبر بعض الأشخاص الآن أن هذا الاسم مهين، أو أنه على الأقل ينتمي إلى الماضي، ويفضلون اسم (بالإنجليزية: grasstree)‏ جراس تري أو شجرة العشب بدلاً منه. وفي الجنوب الغربي، يتم استخدام اسم نونغا بالغا للمصفورة البريسية. في جنوب أستراليا، تُعرف المصفورة باسم يكا (yakka) كما يمكن هجاء الاسم (yacca) و(yacka)، وهو اسم من المحتمل أن يكون من لغة سكان جنوب أستراليا الأصليين، ومن المرجح أن يكونوا من كورنا (Kaurna).

## استخدامات السكان الأصليين التقليدية
تعتبر المصفورة مهمًة بالنسبة للسكان الأصليين الذين عاشوا في أماكن نموها إذ يمكن صناعة رمح صيد مثالي من السنبلة المزهرة. إنها أيضًا غارقة في الماء كما أن رحيق زهورها يعطي شرابًا حلو المذاق. كما استخدموا زهورها كبصلة لطريقهم في الأدغال. وذلك لأن زهور جانب السنبلة الأكثر دفئا، وإشراقا (عادة ما يكون الجانب المواجه للشمال) غالبًا ما تتفتح قبل زهور الجانب الأبرد الذي لا يواجه الشمس.
يتم استخدام راتنج نباتات المصفورة في صنع الرماح كما أنه مادة لاصقة لا تقدر بثمن للسكان الأصليين، غالبًا ما يتم استخدامه لرأب كولامون (coolamon) المسربة (حاويات ماء) كما استخدموها في اليداكي (أداة موسيقية عند سكان أستراليا الأصليين).

## نباتات مشابهة
يعد نبات كينجيا (Kingia) وداسيبوغون (Dasypogon) اثنين من نباتات أستراليا التي تشبه المصفورة في طريقة نموها فكلا الجنسين قد تم الخلط بينهما وبين المصفورة في بعض الأوقات وأطلق عليهما اسم جراس تري بطريق الخطأ. ضمت بعض نظم تصنيف النباتات مثل نظام كرونكويست (Cronquist) مجموعة واسعة من الأجناس الأخرى في نفس الفصيلة مثل المصفورة. ومع ذلك، دعمت الأبحاث التشريحية في وقت لاحق وأبحاث النشوء والتطور وجهة نظر دالغرين (Dahlgren) الذي اعتبر المصفورة كعضو وحيد في فصيلة المصفورية الخاصة به بمعناها الضيق، والتي تعامل الآن كأسرة (تصنيف) منفصلة المصفوراوات من تلك الفصيلة بمعناها الواسع.

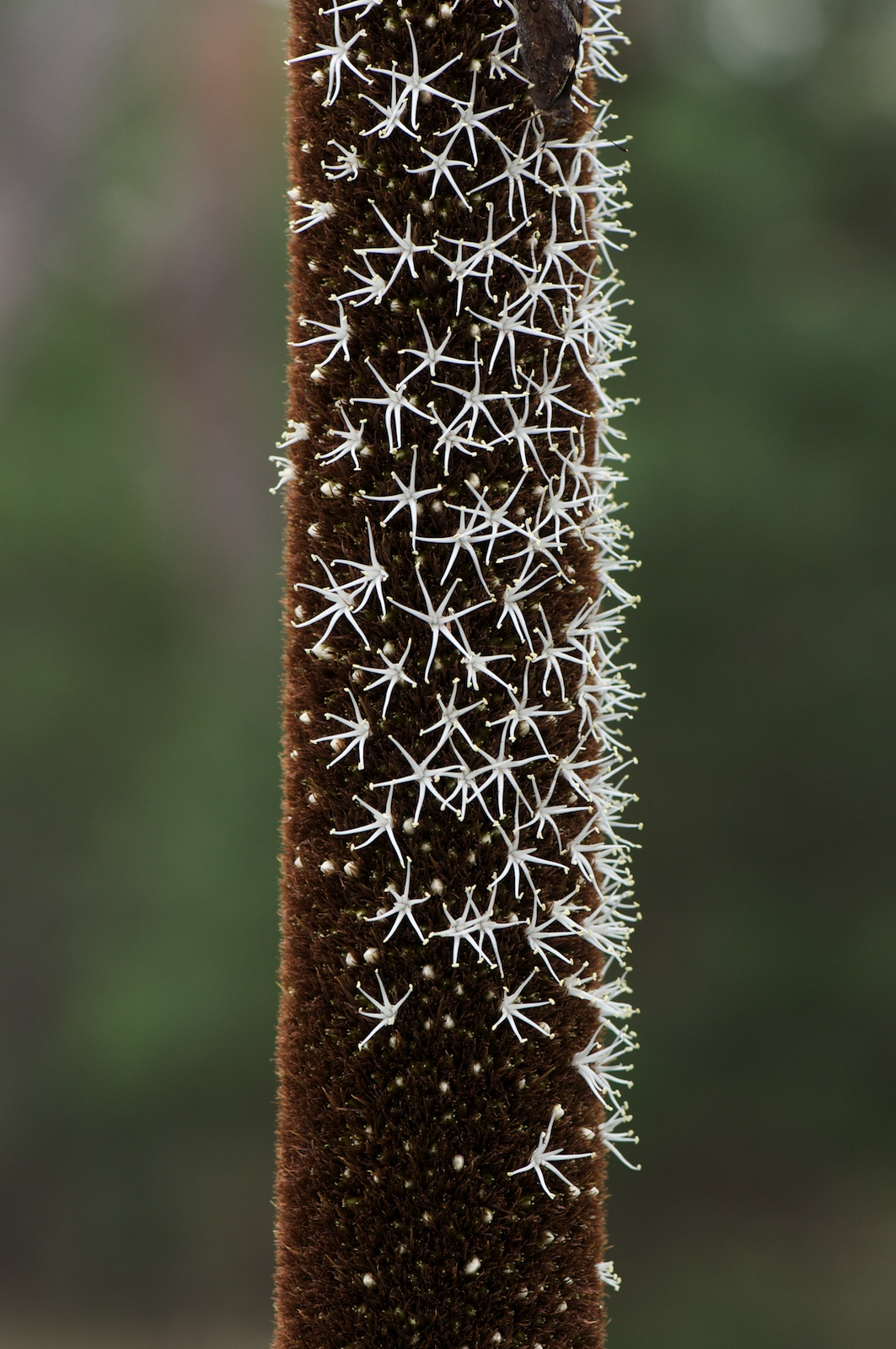
سنبلة زهرة المصفورة الجنوبية

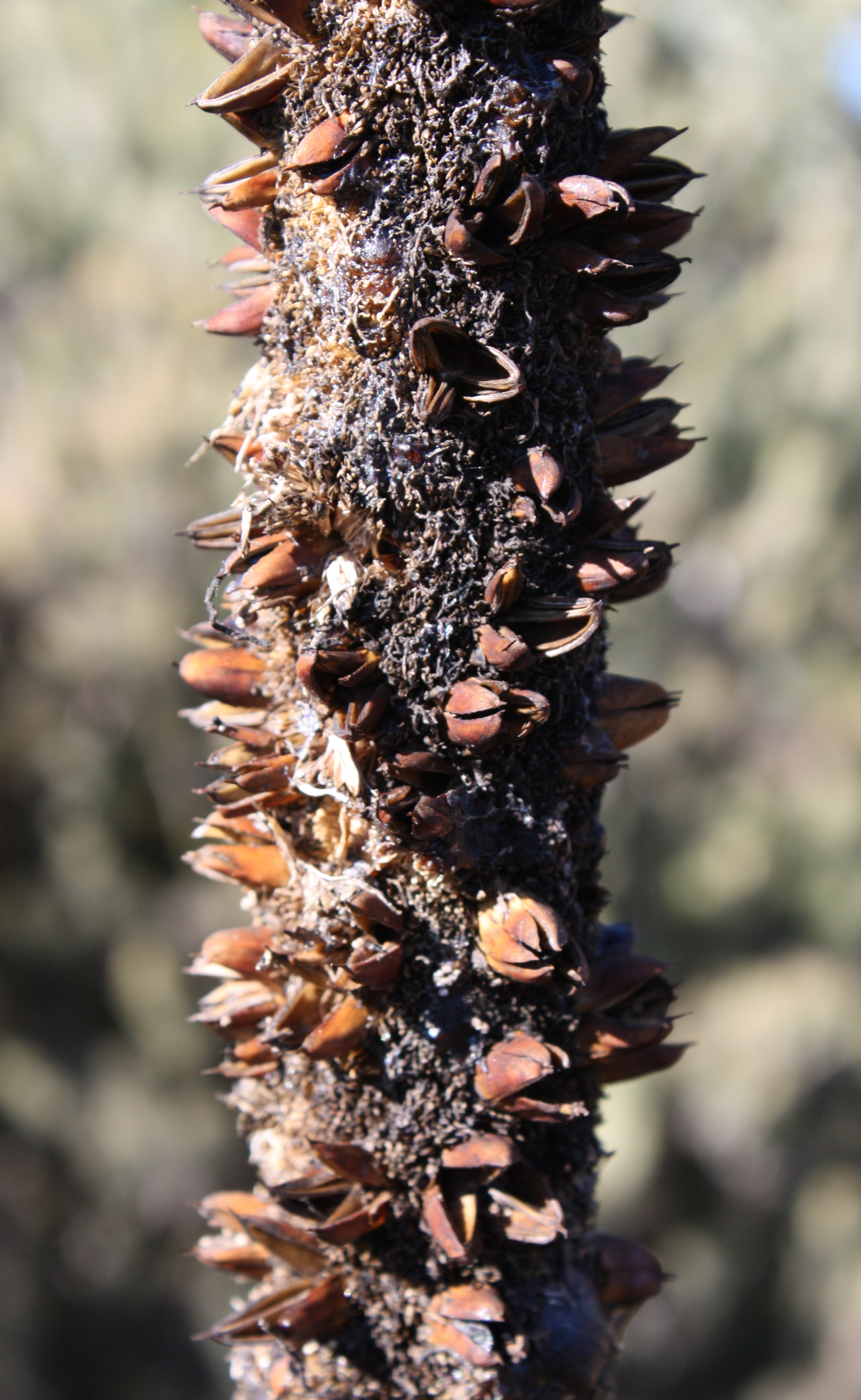
سنبلة زهر بعد الإثمار المصفورة البريسية